# Brownsville (Kentucky)
Brownsville is een plaats (city) in de Amerikaanse staat Kentucky, en valt bestuurlijk gezien onder Edmonson County.

## Demografie
Bij de volkstelling in 2000 werd het aantal inwoners vastgesteld op 921.
In 2006 is het aantal inwoners door het United States Census Bureau geschat op 1041, een stijging van 120 (13,0%).

## Geografie
Volgens het United States Census Bureau beslaat de plaats een oppervlakte van
4,1 km², geheel bestaande uit land. Brownsville ligt op ongeveer 211 m boven zeeniveau.

## Plaatsen in de nabije omgeving
De onderstaande figuur toont nabijgelegen plaatsen in een straal van 28 km rond Brownsville.